# Back in Black Tour
Back in Black Tour – szósta trasa koncertowa zespołu AC/DC, która odbyła się na przełomie 1980 i 1981 roku.
W 1980 roku zespół dał 64 koncerty w Ameryce Północnej i 33 w Europie; w 1981 roku – 15 koncertów w Europie, 4 w Japonii i 7 w Australii.

## Tło
Na koncerty podczas tamtej trasy zespół przynosił na scenę ich ciężki dzwon (Hells Bell), który rozbrzmiewał, kiedy rozpoczynał się utwór „Hells Bells”. Brian Johnson kilkakrotnie uderzał w dzwon dużym młotem, rozpoczynając tym koncert.

## Lista koncertów

### 1980

#### Rozgrzewka w Beneluksie
Część trasy grana w państwach Beneluksu:
- 29 czerwca – Namur, Belgia – Palais des Expositon
- 30 czerwca – Antwerpia, Belgia – Borgehout-Zaal Cine Roma
- 1 lipca: Deinze, Belgia – Brielpoort
- 2 lipca: Arlon, Belgia – Hall Polyvalent
- 3 lipca: Breda, Holandia – Hef Tuschip
- 5 lipca: Wateringen, Holandia – nieznane miejsce koncertu

#### Ameryka Północna
- 13 lipca: Edmonton, Alberta, Kanada – Northlands Coliseum Concert Bowl
- 14 lipca: Calgary, Alberta, Kanada – Max Belle Arena
- 16 lipca: Vancouver, Kolumbia Brytyjska, Kanada – Concert Bowl
- 19 lipca: Winnipeg, Manitoba, Kanada – Winnipeg Arena
- 20 lipca: Thunder Bay, Ontario, Kanada – Fort Williams Garden
- 22 lipca: Ottawa, Ontario, Kanada – Ottawa Civic Center
- 23 lipca: Montreal, Quebec, Kanada – Montreal Forum
- 25 lipca: London, Ontario, Kanada – London Gardens
- 26 lipca: Kitchener, Ontario, Kanada – Kitchener Memorial Auditorium
- 27 lipca: Sudbury, Ontario, Kanada – Sudbury Arena
- 28 lipca: Toronto, Ontario, Kanada – Maple Leaf Gardens
- 30 lipca: Erie, Pensylwania, Stany Zjednoczone – County Fieldhouse
- 31 lipca: Filadelfia, Pensylwania, Stany Zjednoczone – Spectrum Arena
- 1 sierpnia: Nowy Jork, Stany Zjednoczone – Madison Square Garden
- 3 sierpnia: Landover, Maryland, Stany Zjednoczone – Capital Centre
- 6 sierpnia: Norfolk, Wirginia, Stany Zjednoczone – Norfolk Scope
- 7 sierpnia: Roanoke, Wirginia, Stany Zjednoczone – Roanoke Civic Center
- 8 sierpnia: Charlotte, Karolina Północna, Stany Zjednoczone – Charlotte Coliseum
- 9 sierpnia: Fayetteville, Karolina Północna, Stany Zjednoczone – Cumberland County Arena
- 10 sierpnia: Greensboro, Karolina Północna, Stany Zjednoczone – Greensboro Coliseum
- 12 sierpnia: Atlanta, Georgia, Stany Zjednoczone – Fox Theatre
- 13 sierpnia: Knoxville, Tennessee, Stany Zjednoczone – James White Civic Coliseum
- 15 sierpnia: Johnson City, Tennessee, Stany Zjednoczone – Freedom Hall Civic Center
- 16 sierpnia: Cincinnati, Ohio, Stany Zjednoczone – Riverfront Coliseum
- 18 sierpnia: Dayton, Ohio, Stany Zjednoczone – Hara Arena
- 19 sierpnia: Lexington, Kentucky, Stany Zjednoczone – Rupp Arena
- 20 sierpnia: Nashville, Tennessee, Stany Zjednoczone – Municipal Auditorium
- 22 sierpnia: Lakeland, Floryda, Stany Zjednoczone – Lakeland Civic Center
- 23 sierpnia: West Palm Beach, Floryda, Stany Zjednoczone – West Palm Beach Auditorium
- 24 sierpnia: Jacksonville, Floryda, Stany Zjednoczone – Veterans Memorial Auditorium
- 26 sierpnia: Houston, Teksas, Stany Zjednoczone – Sam Houston Coliseum
- 29 sierpnia: San Antonio, Teksas, Stany Zjednoczone – Hemisfair Arena
- 30 sierpnia: Dallas, Teksas, Stany Zjednoczone – Dallas Convention Center Arena
- 31 sierpnia: Amarillo, Teksas, Stany Zjednoczone – Amarillo Civic Center Arena
- 1 września: El Paso, Teksas, Stany Zjednoczone – El Paso County Coliseum
- 4 września: Long Beach, Kalifornia, Stany Zjednoczone – Long Beach Arena
- 5 września: San Francisco, Kalifornia, Stany Zjednoczone – Cow Palace
- 6 września: Oakland, Kalifornia, Stany Zjednoczone – Oakland Auditorium
- 7 września: San Bernardino, Kalifornia, Stany Zjednoczone – Orange Pavillion
- 10 września: Lincoln, Nebraska, Stany Zjednoczone – Pershing Auditorium
- 11 września: Saint Paul, Minnesota, Stany Zjednoczone – Met Center
- 13 września: Milwaukee, Wisconsin, Stany Zjednoczone – Milwaukee Auditorium
- 14 września: Madison, Wisconsin, Stany Zjednoczone – Dane County Veterans Memorial Auditorium
- 16 września: Normal, Illinois, Stany Zjednoczone – Horton Fieldhouse
- 18 września: St. Louis, Missouri, Stany Zjednoczone – Kiel Opera House
- 19 września: Cedar Rapids, Iowa, Stany Zjednoczone – Five Seasons Center
- 20 września: Chicago, Illinois, Stany Zjednoczone – Rosemont Horizon
- 21 września: Fort Wayne, Indiana, Stany Zjednoczone – Allen County War Memorial Coliseum
- 24 września: Indianapolis, Indiana, Stany Zjednoczone – Market Square Arena
- 25 września: Louisville, Kentucky, Stany Zjednoczone – Louisville Gardens
- 26 września: Kalamazoo, Michigan, Stany Zjednoczone – Wings Stadium
- 27 września: Detroit, Michigan, Stany Zjednoczone – Cobo Arena
- 29 września: Columbus, Ohio, Stany Zjednoczone – St. John Arena
- 30 września: Pittsburgh, Pensylwania, Stany Zjednoczone – Stanley Theatre
- 1 października: Cleveland, Ohio, Stany Zjednoczone – Public Hall
- 3 października: Rochester, Nowy Jork, Stany Zjednoczone – Rochester Community War Memorial
- 4 października: Buffalo, Nowy Jork, Stany Zjednoczone – Buffalo Memorial Auditorium
- 5 października: Syracuse, Nowy Jork, Stany Zjednoczone – Onondaga War Memorial Auditorium
- 7 października: Allentown, Pensylwania, Stany Zjednoczone – Stable Arena
- 8 października: Uniondale, Nowy Jork, Stany Zjednoczone – Nassau Veterans Memorial Coliseum
- 9 października: Boston, Massachusetts, Stany Zjednoczone – Orpheum Theatre
- 10 października: Springfield, Massachusetts, Stany Zjednoczone – Springfield Civic Center
- 11 października: Boston, Massachusetts, Stany Zjednoczone – Orpheum Theatre

#### Europa
- 19 października: Bristol, Anglia – Colston Hall
- 20 i 21 października: Leicester, Anglia – De Montfort Hall
- 22 i 23 października: Birmingham, Anglia – Birmingham Odeon
- 25 i 26 października: Manchester, Anglia – Apollo Theatre
- 27 i 28 października: Sheffield, Anglia – Sheffield City Hall
- 29 października: Hanley, Anglia – Victoria Hall
- 31 października: Newcastle, Anglia – Mayfair Ballroom
- 1 i 2 listopada: Glasgow, Szkocja – Apollo Theatre
- 4 i 5 listopada: Newcastle, Anglia – City Hall
- 6 listopada: Queensferry, Walia – Deeside Leisure Theatre
- 7 i 8 listopada: Southampton, Anglia – Gaumont
- 10, 11 i 12 listopada: Londyn, Anglia – Hammersmith Odeon
- 14, 15 i 16 listopada: Londyn, Anglia – Victoria Apollo Theatre

### 1981

#### Europa
- 8 stycznia: Metz, Francja – Parc Expo
- 9 stycznia: Besançon, Francja – Palais Des Sports
- 10 stycznia: Grenoble, Francja – Alpexpo
- 11 stycznia: Nicea, Francja – Trinite Stade Municipal
- 13 stycznia: Awinion, Francja – Parc Exposition de Chateublanc
- 15 stycznia: Barcelona, Hiszpania – Palacio Municipal Deportes
- 17 stycznia: Madryt, Hiszpania – Pabellon de Deportivo Del Real Madrid
- 18 stycznia: San Sebastián, Hiszpania – Velodromo Anoeta De San Sebastián
- 19 stycznia: Toulouse, Francja – Hall Expo
- 20 stycznia: Pau, Francja – Foire Expo Hall F
- 22 stycznia: Le Mans, Francja – La Rotonde
- 23 stycznia: Brest, Francja – Parc De Penfeld
- 24 stycznia: Caen, Francja – Hall Expo
- 25 stycznia: Bruksela, Belgia – Forest National

#### Japonia
- 1 lutego: Osaka, Expo Hall
- 2 lutego: Nagoja, Shi Kokaido Hall
- 4 i 5 lutego: Tokio, Nihon Seinekan

#### Australia
- 13 lutego: Perth, Perth Entertainment Centre
- 17 lutego: Adelaide, Memorial Drive
- 23 lutego: Sydney, Sydney Showground
- 24 i 25 lutego: Brisbane, Brisbane Festival Hall
- 27 i 28 lutego: Melbourne, Sidney Myer Music Bowl

#### 1981Monsters of Rock Festival
- 22 sierpnia: Castle Donington, Anglia – Donington Park

## Setlista
| 1. „Hells Bells” 2. „Shot Down in a Flames” 3. „Sin City” lub „Hell Ain’t Bad Place to Be” 4. „Back in Black” 5. „Bad Boy Boogie” 6. „The Jack” 7. „Highway to Hell” 8. „What Do You Do for Money Honey” 9. „High Voltage” 10. „Whole Lotta Rosie” 11. „You Shook Me All Night Long” 12. „T.N.T.” 13. „Let There Be Rock” | Grane rzadziej utwory 1. „Shoot to Thrill” 2. „Given the Dog a Bone” 3. „Rocker” 4. „Problem Child” 5. „Rock and Roll Ain’t Noise Pollution” 6. „Shake a Leg” (jeden koncert) |